# Elecciones regionales en Antioquia de 2015
Las Elecciones regionales de Antioquia de 2015, se llevaron a cabo el 25 de octubre de 2015 en el departamento de Antioquia, donde fueron elegidos los siguientes cargos para un período de cuatro años contados a partir del 1.º de enero de 2016:
- Al Gobernador de Antioquia quien funge como jefe administrativo del departamento.
- A los 26 diputados de la Asamblea Departamental de Antioquia.
- A los 125 alcaldes de cada uno de los municipios del departamento.
- A los 1.421 concejales de cada uno de los municipios del departamento.

## Legislación
Según la Constitución de Colombia, pueden ejercer su derecho a sufragio los ciudadanos mayores 18 años de edad que no hagan parte de la Fuerza Pública, no estén en un proceso de interdicción, y que no hayan sido condenados. Las personas que se encuentran en centros de reclusión, tales como cárceles o reformatorios, podrán votar en los establecimientos que determine la Registraduría Nacional. La inscripción en el registro civil no es automática, el ciudadano debe dirigirse a la sede regional de la Registraduría para inscribir su identificación personal en un puesto de votación.
La Ley 136 de 1994 establece que para ser elegido alcalde se requiere ser ciudadano colombiano en ejercicio y haber nacido o ser residente del respectivo municipio o de la correspondiente área metropolitana durante un año anterior a la fecha de inscripción o durante un período mínimo de tres años consecutivos en cualquier época. El alcalde se elige por mayoría simple, sin tener en cuenta la diferencia de votos con relación a quien obtenga el segundo lugar. Sin embargo, actualmente se encuentra en trámite en el Congreso de la República un proyecto de reforma constitucional que establece la segunda vuelta para la elección del mandatario de la ciudad.
Está prohibido para los funcionarios públicos del Distrito difundir propaganda electoral a favor o en contra de cualquier partido, agrupación o movimiento político, a través de publicaciones, estaciones de televisión y de radio o imprenta pública, según la Constitución y la Ley Estatutaria de Garantías Electorales. También les está expresamente prohibido acosar, presionar, o determinar, en cualquier forma, a subalternos para que respalden alguna causa, campaña o controversia política.
Los organismos encargados de velar administrativamente por el evento son la Registraduría Nacional del Estado Civil y el Consejo Nacional Electoral.

### Voto en blanco
De acuerdo con la sentencia C-490 de 2011 de la Corte Constitucional de Colombia, que declaró la exequibilidad de la Ley 1475 (Reforma Política), el voto en blanco es «una expresión política de disentimiento, abstención o inconformidad, con efectos políticos» y agrega que «el voto en blanco constituye una valiosa expresión del disenso a través del cual se promueve la protección de la libertad del elector. Como consecuencia de este reconocimiento la Constitución le adscribe una incidencia decisiva en procesos electorales orientados a proveer cargos unipersonales y de corporaciones públicas de elección popular».

De acuerdo con el artículo 9 del Acto Legislativo 01 de 2009, en caso de victoria del voto en blanco, 
"Deberá repetirse por una sola vez la votación para elegir miembros de una corporación pública, gobernador, alcalde o la primera vuelta en las elecciones presidenciales, cuando el total de los votos válidos, los votos en blanco constituyan la mayoría. Tratándose de elecciones unipersonales no podrán presentarse los mismos candidatos, mientras que en las corporaciones públicas no se podrán presentar a las nuevas elecciones las listas que no hayan alcanzado el umbral". 
Según lo anterior, si en la repetición de las votaciones llegara a ganar nuevamente el voto en blanco, quedaría como ganador el candidato que alcanzó la mayoría de votos válidos en el certamen electoral. Por lo cual, se elegirá el segundo puesto en votos. La Corte Constitucional, en sentencia C-490 de 2011 declaró inexequible la norma de la Reforma Política que ordenaba repetir elecciones «cuando el voto en blanco obtenga más votos que el candidato o lista que haya sacado la mayor votación» y en consecuencia la mayoría necesaria para repetir la elección es mayoría absoluta, es decir el 50% más 1 de los votos válidos, y no mayoría simple.

## Antecedentes
En 2011 el exalcalde de Medellín Sergio Fajardo, es elegido Gobernador de Antioquia con el apoyo de diversos sectores Liberales e independientes del departamento, con una histórica votación de 925.956 (49.51%), frente a los candidatos Álvaro Vásquez del Partido Conservador con 542.533 votos (29%), Carlos Mario Estrada del Partido de la U con 244.179 votos (13.05%) y Rodrigo Saldarriaga del Polo Democrático Alternativo con 39.771 votos (2.12%).

## Candidatos

### Partido Conservador
Eva Inés Sánchez
Contralora municipal de Bello hasta octubre de 2014, es administradora de empresas y economista de la Pontificia Universidad Bolivariana, especialista en alta gerencia y magíster en gerencia para el desarrollo de UPB. Es magíster en gobierno de la Universidad de Medellín y administradora pública de la ESAP. Además de contralora de su municipio natal, ha ocupado diferentes cargos en dicho municipio entre los que resaltan el de inspectora de tránsito y transporte, secretaria de hacienda, tesorera y directora de impuestos. Igualmente ha ocupado diferentes cargos en el nivel departamental en el IDEA, Contraloría General de Antioquia.
Eva Inés fue elegida en la convención departamental del partido conservador que se realizó el 29 de mayo de 2015. Sánchez obtuvo 741 votos, César Eugenio Martínez consiguió 553 votos y Carlos Mario Montoya 281; En blanco votaron 7 convencionistas y cuatro votos fueron nulos.

### Partido Liberal-Partido Cambio Radical
Luis Pérez Gutiérrez
Alcalde de Medellín entre 2001 y 2004, fue rector de la Universidad de Antioquia a principios de los 90. En 1997 perdió las elecciones para la alcaldía con Juan Gómez Martínez. Fue sucesivamente candidato a la alcaldía en 2007 y 2011, sin lograr una victoria. El 27 de abril fue designado como el candidato oficial a la gobernación de Antioquia del Partido Liberal Colombiano, el 5 de mayo la dirección nacional del Partido Cambio Radical le otorgó a Pérez Gutiérrez el aval como candidato del partido en las elecciones regionales de octubre.

### Centro Democrático
Andrés Felipe Guerra
Comunicador Social de la Universidad Pontificia Bolivariana y especialista en Opinión Pública y Procesos Electorales de la Universidad Javeriana y Especialista en Comunicación política de la Universidad Eafit, Exdiputado de Antioquia y Ex Director de la Fundación Sembremos País.

### Compromiso por Antioquia -Alianza Verde,Alianza Social IndependienteyG.S.C Creemos
Federico Restrepo Posada
Ingeniero civil de la Universidad Nacional, Magíster en ingeniería de la Universidad de Misisipi. Entre 2004 y 2006 fue director de planeación de Medellín y con el triunfo de Alonso Salazar como alcalde, se convirtió en gerente de EPM. Entre el 2012 y 2014 fue gerente de Autopistas de la Prosperidad.

### Polo Democrático Alternativo
Olmedo López
Economista de la Universidad Autónoma Latinoamericana exconcejal del municipio de Caramanta, candidato a la Asamblea Departamental de Antioquia en las elecciones del 2011 por el Polo quedando de segundo lugar, además de gerenta campaña presidencial de Clara López en Antioquia en las Elecciones presidenciales de Colombia de 2014, quien logró en Antioquia 248.628 votos, fue presidente del Comité ejecutivo departamental del Polo Democrático, se ha destacado con una amplia experiencia en el sector privado y público, donde se desempeñó como Secretario de Medio Ambiente del municipio de Itagüí.
Olmedo López fue elegido candidato a la Gobernación de Antioquia el 9 de junio de 2015 por la Coordinadora Departamental del Polo, tras declinar aspirar a la Gobernación el diputado Jorge Gómez Gallego, quien nuevamente comandará la lista polista a la Asamblea Departamental.

### Unión Patriótica
José Luis Jaramillo CastrillónNació en el departamento de Antioquia, República de Colombia, el 29 de mayo de 1949, estudió primaria y bachillerato en el colegio de san José de la Salle de Medellín y se graduó como profesional en la Universidad Nacional de Colombia seccional Medellín en 1983 como  Ingeniero Geólogo, ha participado en obras civiles tales como carreteras puentes edificios aeropuertos hidroeléctricas siendo las principales Betania ( Huila) Riogrande (Antioquia) y Calima (Valle del Cauca);  trabajó durante más de 20 años en obras como estabilización de taludes y control de deslizamientos, es un ambientalista puro que promueve el equilibrio entre lo social y lo ambiental asesor de los mineros indígenas y afrodescendientes de Colombia.Es un ingeniero de campo lo que le permitió conocer las necesidades del país y en especial las de Antioquia. Compositor de varios cantares entre ellos como himno de los silleteros y par de selva verde , es un apasionado de las composiciones literarias y alterna su profesión, con la historia y la investigación; es un defensor de los derechos fundamentales del hombre que son libertad, vida y propiedad

## Resultados
A continuación, una tabla compuesta por todos los candidatos a la Gobernación de Antioquia, su partido y/o movimiento político, junto con la cantidad de votos y el debido porcentaje obtenido el 25 de octubre del 2015:
|  | 34.32 % |

|  | 25.68 % |

|  | 16.84 % |

|  | 01.61 % |

|  | 00.79 % |

|  | 7.62 % |

|  | 2.22 % |

|  | 10.92 % |

|  | 86.86 % |